# Сидякин, Александр Иванович
Алекса́ндр Ива́нович Сидя́кин (род. 6 июня 1949, Москва) — советский и российский баскетболист и тренер. Мастер спорта СССР международного класса (1969). Заслуженный тренер РСФСР.
Окончил Волгоградский институт физкультуры.

## Биография
В 1966—1968 выступал за «Динамо» (Волгоград), в 1969—1970 — за ЦСКА, в 1971—1980 — за «Динамо» (Москва).
Тренировал мужское (тренер 1980—1983, гл. тренер 1988—1992) и женское «Динамо» (Москва), «Автодор» (сезоны 1993/94; 1995/96), рижские команды «Бонус» (сезон 1994/95) и «Метрополь», «Спартак» (Москва), «Динамо-Автодор» (Волгоград).
Приводил команды к серебряным медалям чемпионата России в 1994 и 1999 годах, бронзовым в 1996 году. Второй и третий призёр чемпионата Латвии.
В сборной СССР тренером с 1991. Тренер мужской Объединённой команды на ОИ 1992.

## Достижения
- Бронзовый призёр ЧМ-70
- Серебряный призёр ЧЕ-75
- Чемпион СССР 1969, 1970. Бронзовый призёр чемпионатов СССР 1975, 1976, 1980.
- Победитель V (1971) и VI (1975) Спартакиад народов СССР.
- Серебряный призёр Универсиад 1973, 1977.
- Обладатель КЕЧ-1969.